# Oscar González Oro
Óscar Mario González Oro (Mendoza; 16 de octubre de 1951), más conocido como El Negro Oro, es un periodista argentino.

## Biografía
Óscar González Oro nació en Mendoza. De pequeño asistió al colegio San Luis Gonzaga y trabajó en la empresa familiar, estudió derecho y psicología y tomó clases de teatro con Héctor Bidonde, Augusto Fernández y Lito Cruz. 
A los 11 años viajó de Mendoza a Buenos Aires. 
En 1989 hizo un programa en FM Playa Verde de Pinamar. En Buenos Aires se inició como productor de Carlos Rodari. Luego, Oro condujo un programa en horario nocturno por Radio del Plata. Más tarde, en 1998, el empresario de medios Daniel Hadad lo escuchó y lo contrató para un nuevo proyecto que estaba desarrollando. Oro, junto a otros conductores como Esteban Mirol y Jorge Rial dieron lugar al éxito de Radio 10. Trabajó en el programa televisivo Polémica en el Bar, junto a Gerardo Sofovich y Hugo Sofovich. También en Canal 9 junto a Beto Casella y Baby Etchecopar hicieron un programa de interés general llamado Cotidiano. 
Con su programa El oro y el moro, lideró la audiencia radial y llevó a Radio 10 a ocupar los primeros lugares de cuota de pantalla. Más tarde, lanzó un álbum con las canciones que cantaba en dicho programa.[cita requerida]
Escribió un libro crítico titulado "Radiografía de mi país", publicado por Editorial Planeta.
Estuvo casado por poco tiempo y tiene un hijo fruto de esa relación y un sobrino (Pablo) al que ha criado y al cual lo considera su hijo.
Fue el conductor de Los unos y los otros por América de 3:30 p.m. a 5:00 p.m.
Tuvo un programa en Radio 10 llamado Negro en la Diez (ya que había vuelto a la radio en la cual había renunciado por diferencias con su directorio y dejando un programa en Radio La Red).
En mayo de 2016 manifestó su homosexualidad presentando a través de la red social Instagram a su pareja "Tato", un joven piloto civil uruguayo, con quien convivió dos años y medio.
En 2017 condujo el programa Negro 630 en Radio Rivadavia.
El 28 de marzo de 2018 regresó a Radio 10 con su programa Negro y regreso de 4:00 p.m. a 7:00 p.m. El 31 de marzo del mismo año, Natacha Jaitt en el programa Almorzando con Mirtha Legrand, mencionó a varias personas involucradas en abusos sexuales con menores. Oro respondió con una carta aclarando que nunca conoció a Natasha y que sentía muy triste y angustiado por la acusación sin pruebas.
En 2019, Oro volvió a Radio 10 con su programa Negro y regreso pero, en esta temporada de 1:00 p.m. a 5:00 p.m. y con equipo renovado.
En 2020 pasa a la Radio Rivadavia Am 630 en horario vespertino. Forma parte del relanzamiento de la programación de la Radio Rivadavia, con Eduardo Feinmann, Nelson Castro, Baby Etchecopar, entre otros destacados periodistas.
El 25 de marzo de 2021 en Radio Rivadavia en su programa "La Vida Misma" anunció su retiro de los medios. Desde entonces, reside en el país vecino de Uruguay.
En julio de 2023, se desempeñó como conductor de reemplazo de Nosotros a la mañana, luego de la salida del Pollo Álvarez y esperando el regreso de Fabián Doman al programa.

## Discografía
- 2005: "El Negro Oro"